# 우상 (전한)
우상(牛商, ? ~ ?)은 전한 말기의 관료로, 자는 자하(子夏)이다.

## 행적
홍가 3년(기원전 18년), 장액태수에서 우부풍으로 승진하였으나 4년 후 면직되었다.

## 출전
- 반고, 《한서》 권19하 백관공경표 下

| 전임 순우신 | 전한의 우부풍 기원전 18년 ~ 기원전 14년 | 후임 팽선 |